# Viola Bor Chepketing
Viola Bor Chepketing (* 26. Dezember 1979 in Eldoret) ist eine kenianische Langstreckenläuferin.
Von 2003 bis 2005 gewann sie dreimal in Folge den Halbmarathonbewerb des Linz-Marathons. 2005 siegte sie beim Frankfurter Halbmarathon.
2006 kam sie bei der Deutschen Halbmarathon-Meisterschaft als Erste ins Ziel, wurde aber nachträglich disqualifiziert, weil sie wegen ihrer Teilnahme an der kenianischen Crosslauf-Meisterschaft nach den DLV-Statuten nicht startberechtigt war. Einem dritten Platz auf der 10-km-Strecke des Paderborner Osterlaufs folgte ein Sieg beim Halbmarathonbewerb des Hannover-Marathons und ein achter Platz beim Frankfurt-Marathon.
Im Jahr darauf wurde sie Dritte beim Maratón Internacional Tangamanga, siegte beim Guadalajara-Marathon und wurde Dritte beim Monterrey-Marathon. 2008 wurde sie Sechste beim Maratón de la Comarca Lagunera, 2009 Vierte beim Culiacán-Marathon.
2010 gewann sie den Salzburg-Marathon.
Viola Bor Chepketing ist von Beruf Sekretärin. Von 2004 bis 2006 startete sie für den USC Heidelberg.

## Persönliche Bestzeiten
- 1000 m: 2:43,87 min, 18. Mai 2003, Pliezhausen
- 1500 m: 4:14,56 min, 2003
- 3000 m: 9:25,97 min, 10. Juni 2005, Kassel
- 10.000 m: 32:56,0 min, 2003
- Halbmarathon: 1:13:25 h, 2004
- Marathon: 2:35:36 h, 18. Januar 2009, Culiacán